# Drew Roy
Drew Roy (Clanton, 16 maggio 1986) è un attore statunitense.

## Biografia
Roy è cresciuto a Clanton, Alabama. Si è trasferito a Los Angeles per perseguire la carriera di attore.
Nel 2009 ha recitato nella serie televisiva iCarly, nel ruolo di Griffin.
Tra il 2009 e il 2011 ha interpretato il personaggio ricorrente di Jesse in Hannah Montana.
Dal 2011 fa invece parte del cast fisso della serie televisiva fantascientifica Falling Skies. 
Prima della serie Falling Skies, ha partecipato alle audizioni per un ruolo in Percy Jackson e gli dei dell'Olimpo, ma non l'ha ottenuto.

## Filmografia

### Cinema
- Curse of Pirate Death, regia di Dennis Devine (2006)
- Blink, regia di Craig Miller (2007)
- Tag, regia di Alex O'Flinn – cortometraggio (2009)
- Un solo desiderio (One Wish), regia di Felix R. Limardo (2010)
- Costa Rican Summer, regia di Jason Matthews (2010)
- Un anno da ricordare (Secretariat), regia di Randall Wallace (2010)

### Televisione
- Greek - La confraternita (Greek) – serie TV, 5 episodi (2007)
- Lincoln Heights - Ritorno a casa (Lincoln Heights) – serie TV, episodi 4x04-4x05-4x07 (2009)
- Hannah Montana – serie TV, 5 episodi (2009-2011)
- iCarly – serie TV, episodi 2x18-3x18 (2009-2010)
- Falling Skies – serie TV, 20+ episodi (2011-2015)
- Timeless – serie TV, episodio 1x13 (2017)

## Doppiatori italiani
Nelle versioni in italiano delle opere in cui ha recitato, Drew Roy è stato doppiato da:
- Emiliano Coltorti in Un anno da ricordare
- David Chevalier in Falling Skies
- Simone Crisari in The Last Ship
- Federico Zanandrea in iCarly (2021)